# Nastro d'argento a la millor escenografia
El Nastro d'argento (Cinta de plata) és un premi cinematogràfic concedit anyalment, des de 1946, pel Sindicat Nacional de Periodistes Cinematogràfics Italians (Sindacato Nazionale dei Giornalisti Cinematografici Italiani) l'associació italiana de crítics de cinema. Aquesta és la llista dels guanyadors del Nastro d'argento a la millor escenografia, concedit des de 1946. L'escenògraf que ha rebut el premi més vegades (onze) ha estat Dante Ferretti.

## Guanyadors
Els guanyadors estan indicats en negreta, seguits dels altres candidats.

### Anys 1946-1949
- 1946: Piero Filippone - Le miserie del signor Travet
- 1947: Gastone Medin i Maurice Colanton - Eugenia Grandet
- 1948: Piero Filippone - La figlia del capitano
- 1949: no concedit

### Anys 1950-1959
- 1950: Aldo Tomassini i Léon Barsacq - La bellezza del diavolo
- 1951: Guido Fiorini – Miracolo a Milano
- 1952: no concedit
- 1953: no concedit
- 1954: Pek Avolio - Cronache di poveri amanti
- 1955: Mario Chiari – Carosello napoletano
- 1956: no concedit
- 1957: Mario Chiari - Guerra e pace
- 1958: Mario Chiari i Mario Garbuglia - Le notti bianche
- 1959: no concedit

### Anys 1960-1969
- 1960: Mario Garbuglia - La grande guerra
- 1961: Piero Gherardi - La dolce vita
- 1962: Flavio Mogherini - La viaccia
- 1963: Luigi Scaccianoce - Senilità
- 1964: Mario Garbuglia - Il gattopardo
- 1965: Luigi Scaccianoce - Gli indifferenti
- 1966: Piero Gherardi - Giulietta degli spiriti
- 1967: Mario Chiari - La Bibbia
- 1968: Luigi Scaccianoce - Edipo re
- 1969: Luciano Puccini - Romeo e Giulietta

### Anys 1970-1979
- 1970: Danilo Donati i Luigi Scaccianoce - Fellini Satyricon
- 1971: Giancarlo Bartolini Salimbeni - Il giardino dei Finzi-Contini ex aequo Guido Josia - Metello
- 1972: Ferdinando Scarfiotti - Morte a Venezia
- 1973: Danilo Donati - Roma
- 1974: Mario Chiari - Ludwig
- 1975: Mario Garbuglia - Gruppo di famiglia in un interno
- 1976: Fiorenzo Senese - Divina creatura
- 1977: Danilo Donati - Il Casanova di Federico Fellini
- 1978: Lucia Mirisola - In nome del Papa Re ex aequo Gianni Quaranta - Gesù di Nazareth
- 1979: Luigi Scaccianoce - Dimenticare Venezia

### Anys 1980-1989
- 1980: Dante Ferretti - La città delle donne
- 1981: Fiorenzo Senese - Passione d'amore ex aequo Mario Garbuglia - La vera storia della signora delle camelie
- 1982: Lorenzo Baraldi - Il marchese del Grillo
- 1983: Gianni Quaranta - La traviata
- 1984: Dante Ferretti - E la nave va
- 1985: Carlo Simi - C'era una volta in America
- 1986: Dante Ferretti - Ginger e Fred
- 1987: Dante Ferretti - Il nome della rosa (Der Name der Rose)
- 1988: Ferdinando Scarfiotti - L'ultimo imperatore
- 1989: Danilo Donati - Francesco

### Anys 1990-1999
- 1990: Dante Ferretti - Le avventure del barone di Münchausen (The Adventures of Baron Munchausen)
- 1991: Luciano Ricceri i Paolo Biagetti - Il viaggio di Capitan Fracassa
- 1992: Ezio Frigerio - Cyrano de Bergerac
- 1993: Luciana Arrighi - Casa Howard (Howards End)
- 1994: Dante Ferretti - L'età dell'innocenza (The Age of Innocence)
- 1995: Dante Ferretti – Intervista col vampiro (Interview with the Vampire: The Vampire Chronicles)
- 1996: Giantito Burchiellaro - Sostiene Pereira ex aequo Francesco Bronzi - L'uomo delle stelle
- 1997: Dante Ferretti - Casinò (Casino)
- 1998: Danilo Donati - Marianna Ucrìa
- 1999: Francesco Frigeri - La leggenda del pianista sull'oceano

### Anys 2000-2009
- 2000: Dante Ferretti - Al di là della vita (Bringing Out the Dead) i Titus
- 2001: Luigi Marchione - Il mestiere delle armi
  - Bruno Cesari - Le fate ignoranti
  - Francesco Frigeri - Malèna
  - Giuseppe Pirrotta - I cavalieri che fecero l'impresa
  - Luciano Ricceri - Concorrenza sleale
- 2002: Andrea Crisanti - Il consiglio d'Egitto
  - Giancarlo Basili - Paz!
  - Marco Dentici - L'ora di religione
  - Paolo Petti - Luna rossa
  - Gianni Silvestri - L'inverno
- 2003: Dante Ferretti - Gangs of New York
  - Giantito Burchiellaro - Prendimi l'anima
  - Andrea Crisanti - La finestra di fronte
  - Francesco Frigeri - Ripley's Game
  - Eleonora Ponzoni - La leggenda di Al, John e Jack
- 2004: Luigi Marchione - Cantando dietro i paraventi
  - Marco Dentici - Buongiorno, notte
  - Osvaldo Desideri - Gli indesiderabili
  - Francesco Frigeri - Perdutoamor
  - Renato Lori - Scacco pazzo
- 2005: Francesco Frigeri - Non ti muovere i La passione di Cristo (The Passion of the Christ)
  - Giancarlo Basili - L'amore ritrovato
  - Marco Dentici - La vita che vorrei
  - Massimo Antonello Geleng - Il cartaio
  - Stefano Giambanco - Volevo solo dormirle addosso
- 2006: Bruno Rubeo - Il mercante di Venezia (The Merchant of Venice)
  - Paola Comencini - La bestia nel cuore i Romanzo criminale
  - Andrea Crisanti - Cuore sacro
  - Luigi Marchione - La febbre
  - Beatrice Scarpato - Il resto di niente
- 2007: Dante Ferretti - The Black Dahlia
  - Giancarlo Basili - Il caimano
  - Paola Comencini - A casa nostra
  - Andrea Crisanti - La masseria delle allodole
  - Marco Dentici - Il regista di matrimoni
  - Luca Gobbi - La terra
- 2008: Francesco Frigeri - I Vicerè i I demoni di San Pietroburgo
  - Davide Bassan - Tutta la vita davanti
  - Dante Ferretti e Francesca Lo Schiavo - Sweeney Todd - Il diabolico barbiere di Fleet Street (Sweeney Todd)
  - Luca Gobbi - Colpo d'occhio
  - Tonino Zera - Hotel Meina i Parlami d'amore
- 2009: Marco Dentici - Vincere
  - Giancarlo Basili - Sanguepazzo
  - Paola Comencini - Due partite
  - Lino Fiorito - Il divo
  - Alessandro Vannucci - Questione di cuore

### Anys 2010-2019
- 2010: Giancarlo Basili - L'uomo che verrà
  - Davide Bassan - Shadow
  - Paolo Benvenuti e Aldo Buti - Puccini e la fanciulla
  - Andrea Crisanti - Mine vaganti
  - Rita Rabassini - Happy Family
- 2011: Paola Bizzarri - Habemus Papam
  - Sabrina Balestra - Il primo incarico
  - Antonello Geleng i Marina Pinzuti Ansolini - La solitudine dei numeri primi
  - Francesco Frigeri - Amici miei - Come tutto ebbe inizio
  - Giuliano Pannuti - Una sconfinata giovinezza
- 2012: Stefania Cella - This Must Be the Place
  - Giancarlo Basili - Romanzo di una strage
  - Francesco Frigeri - L'industriale
  - Carmine Guarino - Mozzarella Stories
  - Marta Maffucci - Diaz - Don't Clean Up This Blood
- 2013: Maurizio Sabatini i Raffaella Giovannetti - La migliore offerta
  - Marco Dentici - Bella addormentata i È stato il figlio
  - Francesco Frigeri - Venuto al mondo
  - Rita Rabassini - Educazione siberiana
  - Paolo Bonfini - Reality
- 2014: Mauro Radaelli - Il capitale umano
  - Giancarlo Basili - Anni felici e L'intrepido
  - Marco Dentici - Salvo
  - Eugenia F. Di Napoli - Incompresa
  - Tonino Zera - Sotto una buona stella
- 2015: Dimitri Capuani - Il racconto dei racconti - Tale of Tales
  - Ludovica Ferrario - Youth - La giovinezza
  - Rita Rabassini - Il ragazzo invisibile
  - Tonino Zera - Romeo and Juliet i Soap opera
  - Paki Meduri - Noi e la Giulia
- 2016: Paki Meduri - Alaska e Suburra
  - Marco Dentici - L'attesa
  - Maurizio Sabatini - La corrispondenza
  - Massimiliano Sturiale - Lo chiamavano Jeeg Robot
  - Tonino Zera - La pazza gioia
- 2017: Marco Dentici - Fai bei sogni i Sicilian Ghost Story
  - Giancarlo Basili - La tenerezza
  - Dimitri Capuani - I figli della notte
  - Marina Pinzuti Ansolini - Piccoli crimini coniugali
  - Alessandro Vannucci - Smetto quando voglio - Masterclass
- 2018: Dimitri Capuani - Dogman
  - Giorgio Barullo - Dove non ho mai abitato
  - Emita Frigato - Lazzaro felice
  - Ivana Gargiulo - Napoli velata
  - Rita Rabassini - Il ragazzo invisibile - Seconda generazione
- 2019: Carmine Guarino - Il vizio della speranza
  - Giancarlo Muselli - Capri-Revolution
  - Dimitri Capuani - Favola
  - Daniele Frabetti - La paranza dei bambini
  - Tonino Zera - Moschettieri del re - La penultima missione

### Anys 2020-2029
- 2020: Dimitri Capuani – Pinocchio
  - Emita Frigato i Paola Peraro - Favolacce
  - Giuliano Pannuti – Il signor Diavolo
  - Luca Servino – Martin Eden
  - Tonino Zera – L'uomo del labirinto